# Guy de Pesteils
Guy II de Pesteils (v. 1344-1403), capitaine pontifical, chevalier du diocèse de Tulle, seigneur de Salers, des Tours de Merle, de Bonnieux, de la Valmasque et de Maubec est le fils d’Aymeric II de Pesteils et de Florence, sœur de Nicolas de Besse, le cardinal de Limoges. 

## Biographie
Petit-neveu de Clément VI et cousin de Raymond de Turenne, il fut son second en Italie lors de la Ligue contre les Visconti et du retour de Grégoire XI à Rome. Tout au long de la guerre privée que le vicomte de Turenne mena en Provence contre la papauté d’Avignon et Marie de Blois, comtesse de Provence, Guy de Pesteils resta à ses côtés tant pour guerroyer que pour mener, en son nom, d’importantes négociations avec Clément VII et Benoît XIII.

### Le népotisme de Clément VI

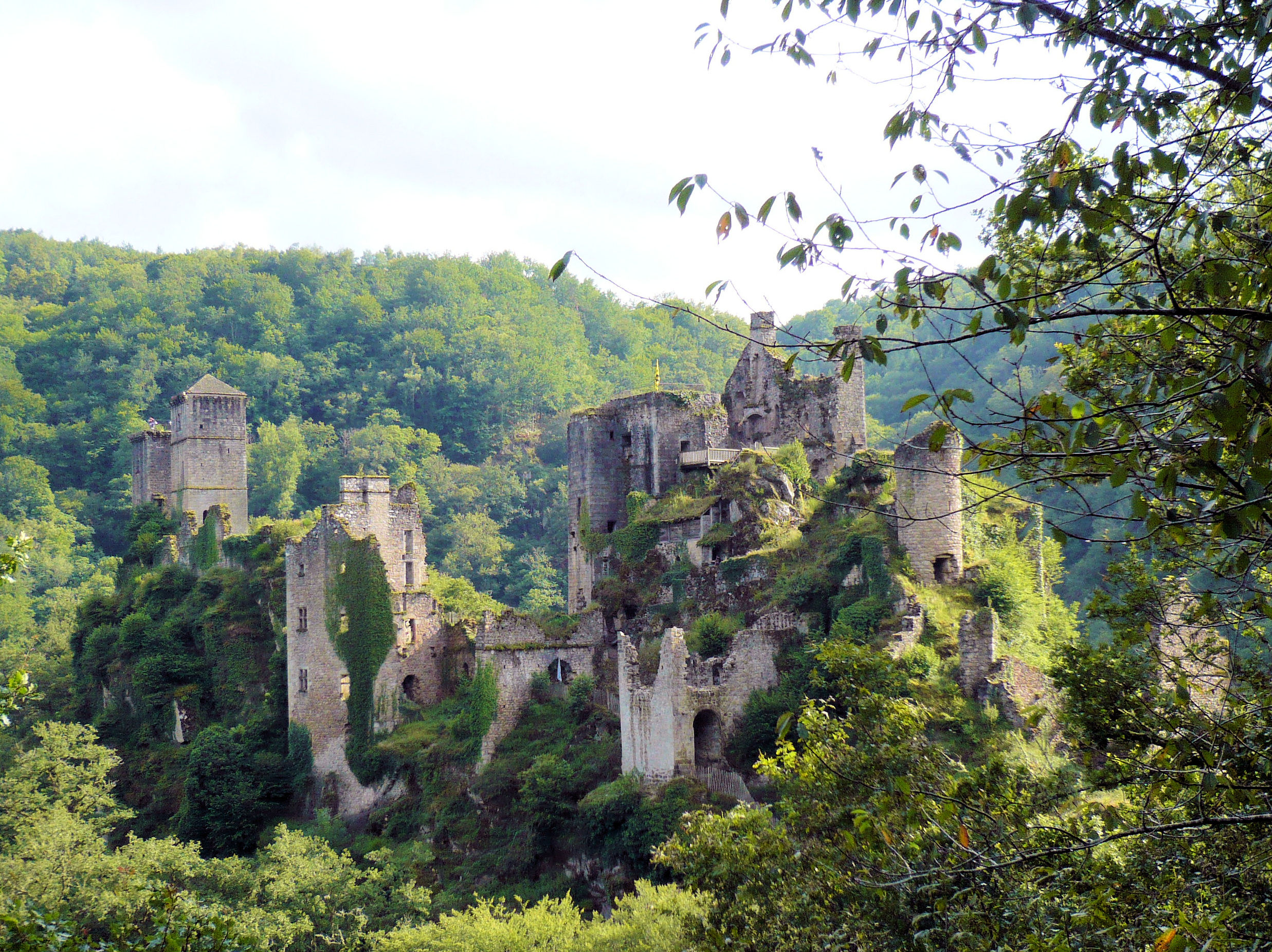
Les Tours de Merle, fief de la famille de Pesteils

Guy II de Pesteils naquit à Avignon où son père et sa mère résidaient déjà depuis 1343. Clément VI le Magnifique, qui durant son pontificat éleva le népotisme au niveau d’une institution, fit d’abord de son neveu Nicolas de Besse un prince de l’Église en le nommant, le 19 mai 1344, cardinal-diacre de Sainte-Marie in Via Lata. Puis il s’occupa de l’avenir de la famille de sa nièce. 
Aymeric de Pesteils, par un acte passé à Villeneuve-lès-Avignon, le 26 octobre 1346, reçut donation de la terre de Branzac. Un an plus tard, le 26 mai, il transigeait avec Rigaud de Carbonnières reconnaissant tenir en fief noble son hôtel de Pesteils dans les limites du château de Merle.
La mort de leur oncle, le 6 décembre 1352, ne mit pas un terme à l’acquisition de fiefs pour les Pesteils. Par la grâce au cardinal de Limoges, son beau-frère put acquérir du magnifique et puissant Arnaud Via, vicomte de Villemur, petit-neveu de Jean XXII, des rentes sur les châteaux de Salers et de Fontanges.
Cet acte fut paraphé le 17 février 1357, et Aymeric de Pesteils, le signa en tant que chevalier, seigneur de Merle et de Branzac. Un lustre plus tard, son fils Guy épousait la demoiselle Hélis de Fontanges.
La mort du cardinal de Limoges, le 5 novembre 1369, clôtura provisoirement l’acquisition de fiefs par les Pesteils. Mais l’élection sur le trône pontifical de leur cousin Grégoire XI fut leur seconde chance.

### Guy II de Pesteils, capitaine pontifical
À la fin de l’été 1371, Guy partit en Piémont et en Lombardie avec son cousin Raymond de Turenne faire la guerre contre les Visconti. Avant son départ, il reçut l’assurance que les armes de sa famille seraient placées en la cathédrale Notre-Dame des Doms d’Avignon. Il prit ses quartiers à Demonte et fut chargé avec ses troupes, de tenir le passage du Val Stura qui contrôlait le col de Larche. Guy ne revint en Avignon qu’à la fin de l’année 1373 pour apprendre par son frère Jean, devenu chapelain du pape Grégoire XI, la mort de son épouse. 
Au début de l’été 1375, à Villeneuve-lès-Avignon, Guy de Pesteils convola en secondes noces avec Anne d’Albars. Le retour de Grégoire XI à Rome, en 1376, mit un terme à son séjour avignonnais. Raymond de Turenne, capitaine général des armées pontificales, l’engagea comme l’un de ses lieutenants. En Italie, au cours du mois d’avril 1377, Guy fit partie de l’expédition contre Viterbe et Bolsena, deux des cités révoltées contre le pape, et fut fait prisonnier. 

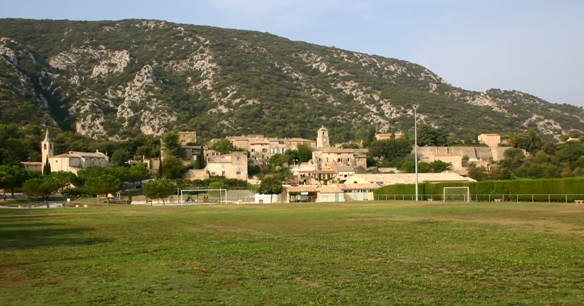
Au pied du Luberon, Maubec, fief de Guy de Pesteils, Capitaine pontifical

En récompense de ses services, en tant que recteur du Comtat Venaissin, son cousin Guillaume III Roger de Beaufort, au cours de l’année 1377, lui concéda des droits et revenus sur Bonnieux et la Valmasque, à Ménerbes. 
Guy de Pesteils, sur ordre de Raymond de Turenne, resta en Italie après la mort de Grégoire XI. Selon les dernières volontés pontificales, dès mai 1378, il eut pour mission d’occuper militairement le château Saint-Ange à Rome. En compagnie de fidèles du Capitaine général des armées pontificales et d’autres membres de sa famille, il résista pendant quatorze mois aux troupes d’Urbain VI. 
Le marasme créé par le Grand Schisme d’Occident fit supprimer les revenus comtadins de Guy en septembre 1378. Il ne les recouvra que le 1er mars 1379. Ses fiefs lui furent ensuite échangés contre celui de Maubec.

### Le procureur de Raymond de Turenne

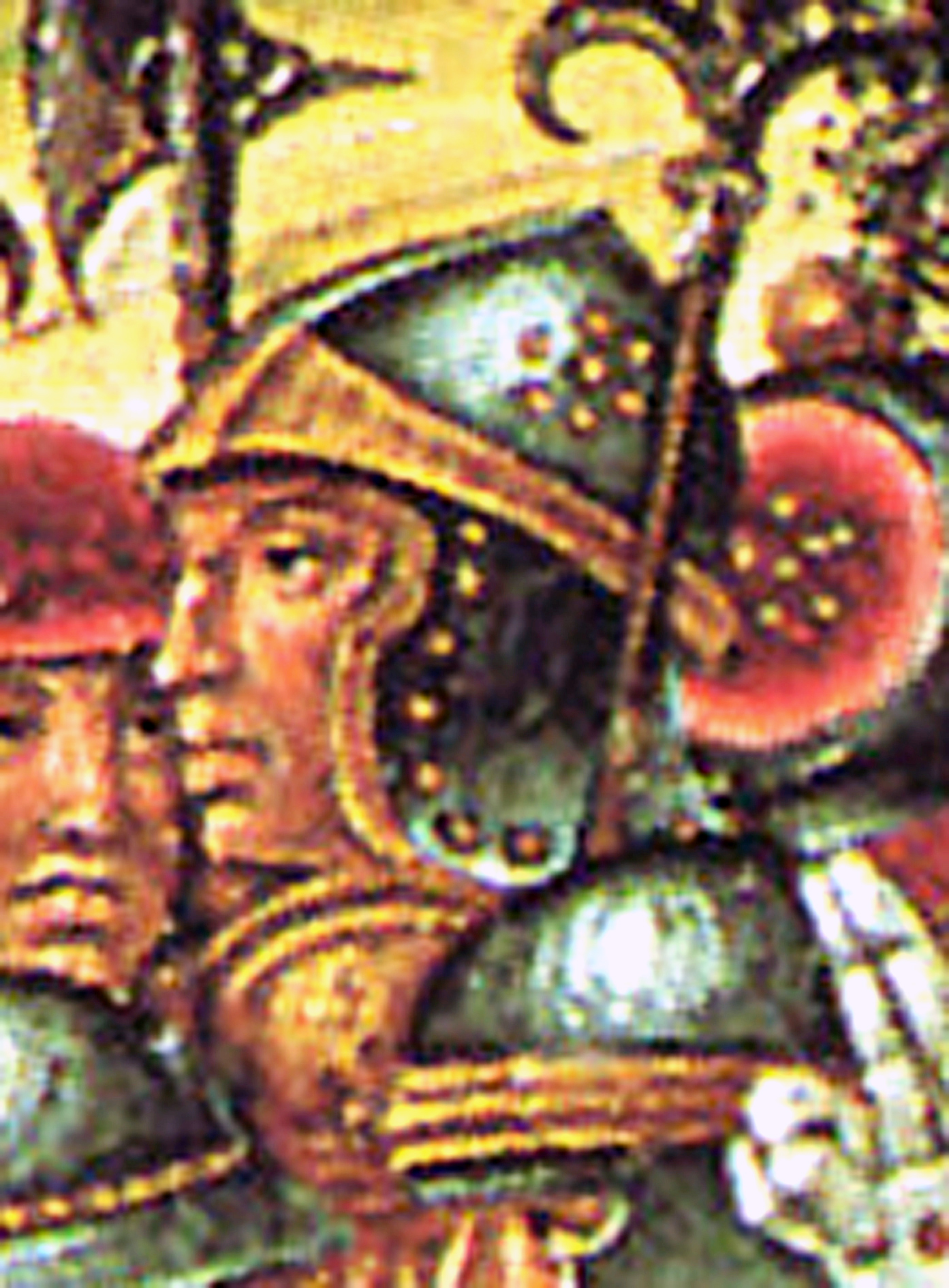
Raymond de Turenne
par Girolamo di Benvenuto
fresque de l’Ospedale Santa-Maria della Scala à Sienne

Lors de la longue guerre que Raymond mena en Provence contre les deux antipapes et la régente du comté, Guy de Pesteils fut, au moins par deux fois, son plénipotentiaire auprès de la partie adverse. 
La première fois, entre la mi et la fin septembre 1386, il fut chargé de mener, au nom du vicomte, des tractations secrètes avec la régente Marie de Blois et Clément VII. 
Quand en juin 1398, des pourparlers s’ouvrirent cette fois entre Raymond de Turenne et Benoît XIII, ils le furent encore par procureurs interposés. Le vicomte choisi à nouveau son cousin Guy ainsi que deux autres négociateurs Pierre Chalon et Mérigot de Palisses.

### L’homme de confiance du vicomte
Le subtil négociateur pouvait soudainement se changer en homme de guerre. Ce fut le cas en décembre 1390. Dans le Luberon, Raymond de Turenne fut rejoint par Guy de Pesteils, qui arriva de Maubec à la tête d’un détachement de gens d’armes. Ensemble, les deux cousins entreprirent de mettre à sac les pays d’Apt et de Sault pour assouvir la vengeance du vicomte contre la famille Agoult / Simiane qui avait incité les Marseillais à attaquer ses fiefs et péages de basse Provence. 
Au cours de l’été 1395, face à l’échec des négociations, dans le cadre des patis (ou suffertes) mis en place par Raymond de Turenne en Provence, Guy de Pesteils s’installa à Mison avec son épouse. Son cousin lui avait donné comme charge de contrôler le bon fonctionnement des mises à rançon des villes et villages ordonnancés par Gantonnet d'Abzac ainsi que de régler les conflits pouvant éclater entre ses différents capitaines. 
Guy de Pesteils revint dans le Limousin avec son cousin Raymond VIII en 1399. Il testa en 1403. De ses mariages, il avait eu trois enfants dont Guinot, alias Guy III de Pesteils, qui hérita de ses fiefs limousins et auvergnats.